# Crèvecœur-le-Petit
Pour les articles homonymes, voir Crèvecœur.
Crèvecœur-le-Petit est une commune française située dans le département de l'Oise, en région Hauts-de-France.
Ses habitants sont appelés les Crépicordiens et les Crépicordiennes.

## Géographie

### Description
Crèvecœur-le-Petit est un village rural du Plateau picard,  jouxtant au nord son ancien chef-lieu de canton de Maignelay-Montigny, situé dans l'Oise à 9 km au nord-est de Saint-Just-en-Chaussée, 23 km au nord-est de Clermont, 16 km au sud-est de Breteuil, à 10 km au sud-ouest de Montdidier.
Il est situé au croisement de l'ancienne route nationale 329 (actuelle RD 929 qui relie Saint-Just-en-Chausssée à Montdidier) et de la RD 47 qui permet de rejoindre Maignelay-Montigny.
En 1839, Louis Graves indiquait que Crèvecœur-le-Petit était une « petite commune en plaine, située à l'origine des ravins dont le prelongememi, constitue la vallée du Dom ; il n'y a pas d'eau coupante dans son étendue ».

### Communes limitrophes
Les communes limitrophes sont Ferrières, Maignelay-Montigny, Sains-Morainvillers et Welles-Pérennes.
|                     | Welles-Pérennes    | Ferrières          |
| Sains-Morainvillers | Crèvecœur-le-Petit |                    |
|                     | Maignelay-Montigny | Maignelay-Montigny |

### Hydrographie
La commune est située dans le bassin Artois-Picardie. Elle n'est drainée par aucun cours d'eau.

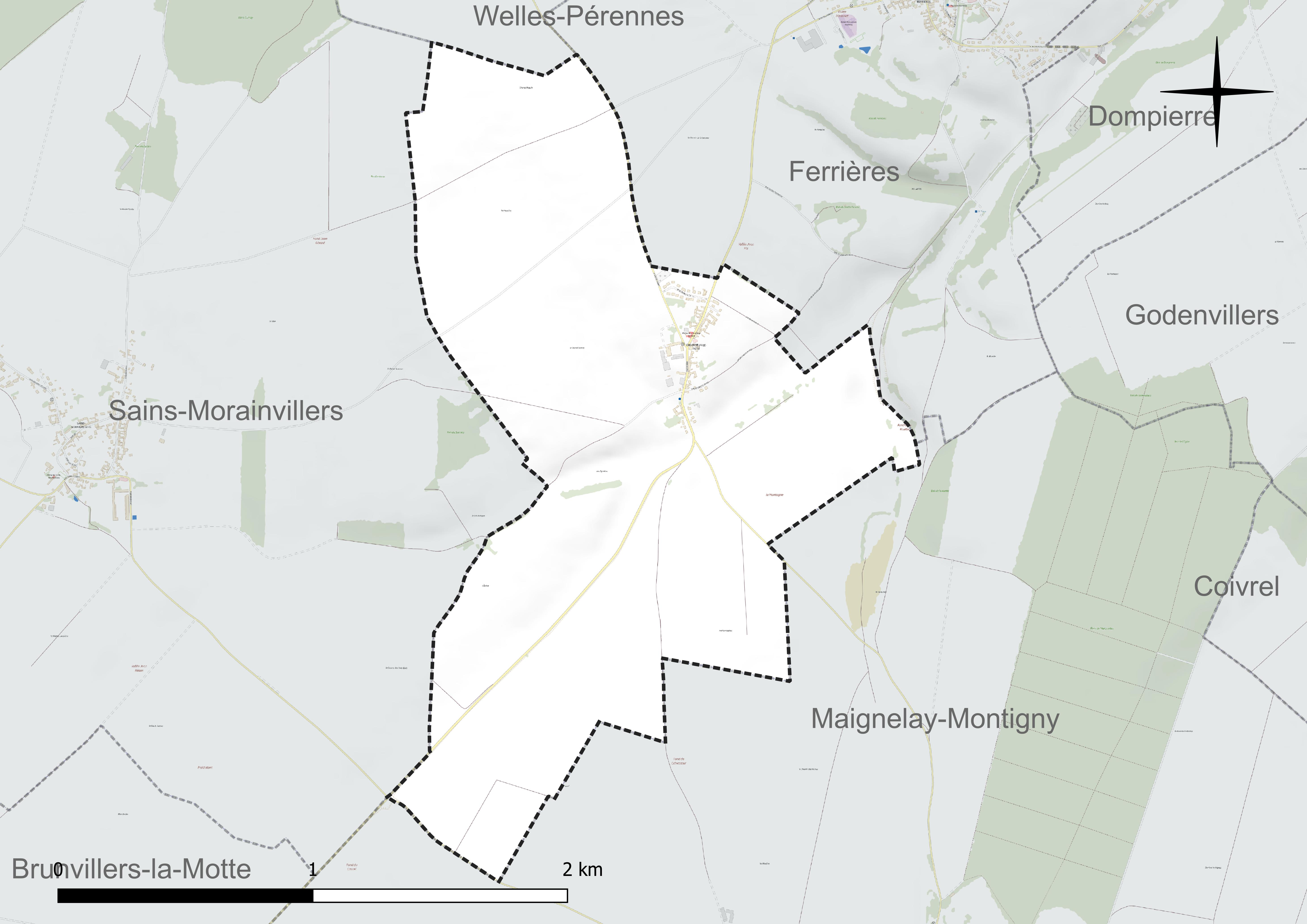
Réseau hydrographique de Crèvecœur-le-Petit.

### Climat
Pour des articles plus généraux, voir Climat des Hauts-de-France et Climat de l'Oise.
En 2010, le climat de la commune est de type climat océanique dégradé des plaines du Centre et du Nord, selon une étude du CNRS s'appuyant sur une série de données couvrant la période 1971-2000. En 2020, Météo-France publie une typologie des climats de la France métropolitaine dans laquelle la commune est exposée à un climat océanique et est dans la région climatique  Nord-est du bassin Parisien, caractérisée par un ensoleillement médiocre, une pluviométrie moyenne régulièrement répartie au cours de l'année et un hiver froid (3 °C). 
Pour la période 1971-2000, la température annuelle moyenne est de 10,4 °C, avec une amplitude thermique annuelle de 14,6 °C. Le cumul annuel moyen de précipitations est de 668 mm, avec 11,1 jours de précipitations en janvier et 8,1 jours en juillet. Pour la période 1991-2020, la température moyenne annuelle observée sur la station météorologique la plus proche, située sur la commune de Godenvillers à 4 km à vol d'oiseau, est de 11,1 °C et le cumul annuel moyen de précipitations est de 701,9 mm,. Pour l'avenir, les paramètres climatiques de la commune estimés pour 2050 selon différents scénarios d'émission de gaz à effet de serre sont consultables sur un site dédié publié par Météo-France en novembre 2022.
| Mois                                  | jan.             | fév.             | mars           | avril         | mai           | juin            | jui.           | août          | sep.          | oct.        | nov.            | déc.           | année      |
| ------------------------------------- | ---------------- | ---------------- | -------------- | ------------- | ------------- | --------------- | -------------- | ------------- | ------------- | ----------- | --------------- | -------------- | ---------- |
| Température minimale moyenne (°C)     | 1,1              | 1                | 2,6            | 4,3           | 7,7           | 10,6            | 12,5           | 12,4          | 9,8           | 7,3         | 4               | 1,7            | 6,3        |
| Température moyenne (°C)              | 3,9              | 4,5              | 7,4            | 10,2          | 13,7          | 16,8            | 19             | 18,9          | 15,6          | 11,7        | 7,3             | 4,4            | 11,1       |
| Température maximale moyenne (°C)     | 6,6              | 8                | 12,2           | 16,2          | 19,8          | 22,9            | 25,4           | 25,5          | 21,5          | 16,1        | 10,5            | 7              | 16         |
| Record de froid (°C) date du record   | −21,5 17.01.1985 | −13,1 18.02.1969 | −11 08.03.1971 | −4,5 07.04.13 | −2 03.05.1967 | −0,5 01.06.1975 | 3,3 05.07.1964 | 2 28.08.1974  | −2 25.09.1972 | −5 29.10.03 | −9,5 23.11.1998 | −15 31.12.1970 | −21,5 1985 |
| Record de chaleur (°C) date du record | 15,1 09.01.15    | 19,9 27.02.19    | 26,5 31.03.21  | 29 20.04.18   | 32 28.05.17   | 37,6 27.06.11   | 43 25.07.19    | 40,4 06.08.03 | 36,5 15.09.20 | 30 01.10.11 | 21,4 01.11.14   | 16,5 17.12.15  | 43 2019    |
| Précipitations (mm)                   | 59               | 49,5             | 49,3           | 45,9          | 61,3          | 59,9            | 60,5           | 64            | 50,2          | 63,2        | 60,4            | 78,7           | 701,9      |

## Urbanisme

### Typologie
Au 1er janvier 2024, Crèvecœur-le-Petit est catégorisée commune rurale à habitat dispersé, selon la nouvelle grille communale de densité à sept niveaux définie par l'Insee en 2022.
Elle est située hors unité urbaine et hors attraction des villes,.

### Occupation des sols
L'occupation des sols de la commune, telle qu'elle ressort de la base de données européenne d'occupation biophysique des sols Corine Land Cover (CLC), est marquée par l'importance des territoires agricoles (100 % en 2018), une proportion identique à celle de 1990 (100 %). La répartition détaillée en 2018 est la suivante : 
terres arables (100 %). L'évolution de l'occupation des sols de la commune et de ses infrastructures peut être observée sur les différentes représentations cartographiques du territoire : la carte de Cassini (XVIIIe siècle), la carte d'état-major (1820-1866) et les cartes ou photos aériennes de l'IGN pour la période actuelle (1950 à aujourd'hui).

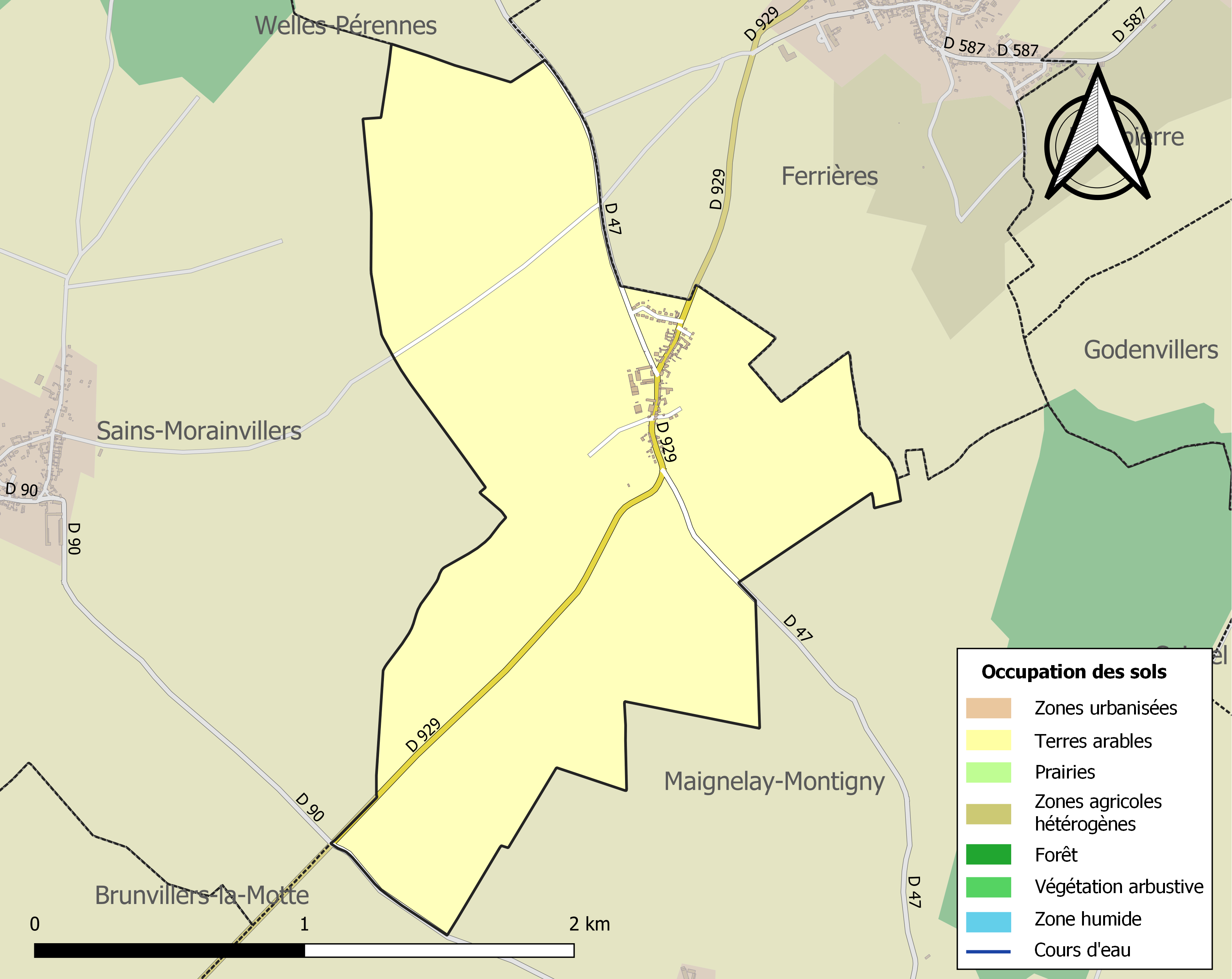
Carte des infrastructures et de l'occupation des sols de la commune en 2018 (CLC).

### Habitat et logement
En 2018, le nombre total de logements dans la commune était de 61, alors qu'il était de 59 en 2013 et de 49 en 2008.
Parmi ces logements, 95,1 % étaient des résidences principales, 1,6 % des résidences secondaires et 3,3 % des logements vacants. Ces logements étaient pour 100 % d'entre eux des maisons individuelles et pour 0 % des appartements.
Le tableau ci-dessous présente la typologie des logements à Crèvecœur-le-Petit en 2018 en comparaison avec celle de l'Oise et de la France entière. Une caractéristique marquante du parc de logements est ainsi une proportion de résidences secondaires et logements occasionnels (1,6 %) inférieure à celle du département (2,5 %) mais supérieure à celle de la France entière (9,7 %). Concernant le statut d'occupation de ces logements, 91,4 % des habitants de la commune sont propriétaires de leur logement (87,8 % en 2013), contre 61,4 % pour l'Oise et 57,5 pour la France entière.
| Typologie                                               | Crèvecœur-le-Petit | Oise | France entière |
| ------------------------------------------------------- | ------------------ | ---- | -------------- |
| Résidences principales (en %)                           | 95,1               | 90,4 | 82,1           |
| Résidences secondaires et logements occasionnels (en %) | 1,6                | 2,5  | 9,7            |
| Logements vacants (en %)                                | 3,3                | 7,1  | 8,2            |

### Voies de communication et transports
La commune est desservie, en 2023, par les lignes 684, 6304 et 6309 du réseau interurbain de l'Oise.

## Toponymie
La localité a été dénommée Crèvecœur-lès-Ferrières (Crepicordium).
Lieu ou la vie a été dure pour les paysans en raison du sol argileux et caillouteux ou des pentes relativement fortes qui rendent le travail de la terre pénible.

## Histoire
Sous l'Ancien Régime, l'abbaye Saint-Quentin-les-Beauvais détenait depuis 1680 la seigneurie sur la paroisse
La commune de Crèvecœur-le-Petit, instituée lors de la Révolution française est fugacement réunie à Ferrières de 1827 à 1832,.
En 1839, la commune, qui dispose d'un presbytère et d'un terrain de jeu de tamis, compte un moulin à vent. Sa population est agricole.
Le Tour de France 1996 est passé dans le village.

## Politique et administration

### Rattachements administratifs et électoraux
La commune se trouve dans l'arrondissement de Clermont du département de l'Oise. Pour l'élection des députés, elle fait partie de la première circonscription de l'Oise.
Elle faisait partie depuis 1793 du canton de Maignelay-Montigny. Dans le cadre du redécoupage cantonal de 2014 en France, la commune intègre le canton d'Estrées-Saint-Denis.

### Intercommunalité
La commune est membre de la communauté de communes du Plateau Picard créée au 1er janvier 2000.

### Liste des maires
| Période                                  | Période                   | Identité        | Étiquette | Qualité                                    |
| ---------------------------------------- | ------------------------- | --------------- | --------- | ------------------------------------------ |
| Les données manquantes sont à compléter. |                           |                 |           |                                            |
|                                          | juin 1995                 | Lucien Hazard   |           | agriculteur                                |
| juin 1995                                | mars 2001                 | Guy Ricard      |           | instituteur                                |
| mars 2001                                | En cours (au 27 mai 2020) | Philippe Hazard | DVD       | agriculteur Réélu pour le mandat 2020-2026 |

## Équipements et services publics
La commune s'est dotée d'une nouvelle mairie et d'une salle communale, accessibles aux personnes à mobilité réduite, inaugurées le 22 avril 2017. Leur coût s'est élevé à 250 000 €.

### Eau et déchets
L'eau potable provient d'un puisage qui alimente également Ferrières et Domfront. La distribution d'eau est assurée en 2020 par Suez

### Enseignement
Les enfants du village sont scolarisés du regroupement pédagogique concentré de  l'école des 8 villages Michel Hammid, implantée à Ferrières et qui accueille les élèves de Ferrières, Royaucourt, Godenvillers, Domfront, Dompierre, Sains-Morainvillers, Welles-Pérennes et Crèvecœur-le-Petit.

## Population et société

### Démographie

#### Évolution démographique
L'évolution du nombre d'habitants est connue à travers les recensements de la population effectués dans la commune depuis 1793. Pour les communes de moins de 10 000 habitants, une enquête de recensement portant sur toute la population est réalisée tous les cinq ans, les populations de référence des années intermédiaires étant quant à elles estimées par interpolation ou extrapolation. Pour la commune, le premier recensement exhaustif entrant dans le cadre du nouveau dispositif a été réalisé en 2008.

En 2022, la commune comptait 157 habitants, en évolution de +11,35 % par rapport à 2016 (Oise : +0,87 %, France hors Mayotte : +2,11 %).
| 1793 | 1800 | 1806 | 1821 | 1836 | 1841 | 1846 | 1851 | 1856 |
| ---- | ---- | ---- | ---- | ---- | ---- | ---- | ---- | ---- |
| 144  | 147  | 166  | 136  | 175  | 171  | 162  | 157  | 137  |

| 1861 | 1866 | 1872 | 1876 | 1881 | 1886 | 1891 | 1896 | 1901 |
| ---- | ---- | ---- | ---- | ---- | ---- | ---- | ---- | ---- |
| 133  | 127  | 127  | 127  | 118  | 124  | 104  | 101  | 97   |

| 1906 | 1911 | 1921 | 1926 | 1931 | 1936 | 1946 | 1954 | 1962 |
| ---- | ---- | ---- | ---- | ---- | ---- | ---- | ---- | ---- |
| 113  | 114  | 77   | 95   | 86   | 96   | 106  | 116  | 102  |

| 1968 | 1975 | 1982 | 1990 | 1999 | 2006 | 2008 | 2013 | 2018 |
| ---- | ---- | ---- | ---- | ---- | ---- | ---- | ---- | ---- |
| 127  | 165  | 144  | 103  | 129  | 117  | 114  | 127  | 152  |

| 2022 | - | - | - | - | - | - | - | - |
| ---- | - | - | - | - | - | - | - | - |
| 157  | - | - | - | - | - | - | - | - |

#### Pyramide des âges
La population de la commune est relativement jeune.
En 2018, le taux de personnes d'un âge inférieur à 30 ans s'élève à 39,5 %, soit au-dessus de la moyenne départementale (37,3 %). À l'inverse, le taux de personnes d'âge supérieur à 60 ans est de 19,1 % la même année, alors qu'il est de 22,8 % au niveau départemental.
En 2018, la commune comptait 79 hommes pour 73 femmes, soit un taux de 51,97 % d'hommes, largement supérieur au taux départemental (48,89 %).
Les pyramides des âges de la commune et du département s'établissent comme suit.
| Hommes | Classe d’âge | Femmes |
| ------ | ------------ | ------ |
| 0,0    | 90 ou +      | 4,1    |
| 5,1    | 75-89 ans    | 11,0   |
| 10,1   | 60-74 ans    | 8,2    |
| 13,9   | 45-59 ans    | 17,8   |
| 26,6   | 30-44 ans    | 24,7   |
| 13,9   | 15-29 ans    | 11,0   |
| 30,4   | 0-14 ans     | 23,3   |

| Hommes | Classe d’âge | Femmes |
| ------ | ------------ | ------ |
| 0,5    | 90 ou +      | 1,4    |
| 5,5    | 75-89 ans    | 7,6    |
| 15,6   | 60-74 ans    | 16,3   |
| 20,8   | 45-59 ans    | 20     |
| 19,4   | 30-44 ans    | 19,4   |
| 17,6   | 15-29 ans    | 16,2   |
| 20,6   | 0-14 ans     | 19,1   |

## Culture locale et patrimoine

### Lieux et monuments
- Église Saint-Pierre : à l'intérieur se trouve le monument funéraire de Charles du Roger comportant un socle Renaissance avec épitaphe et écussons accompagné qu'un priant datant de 1643. Cet objet est classé monument historique[25].

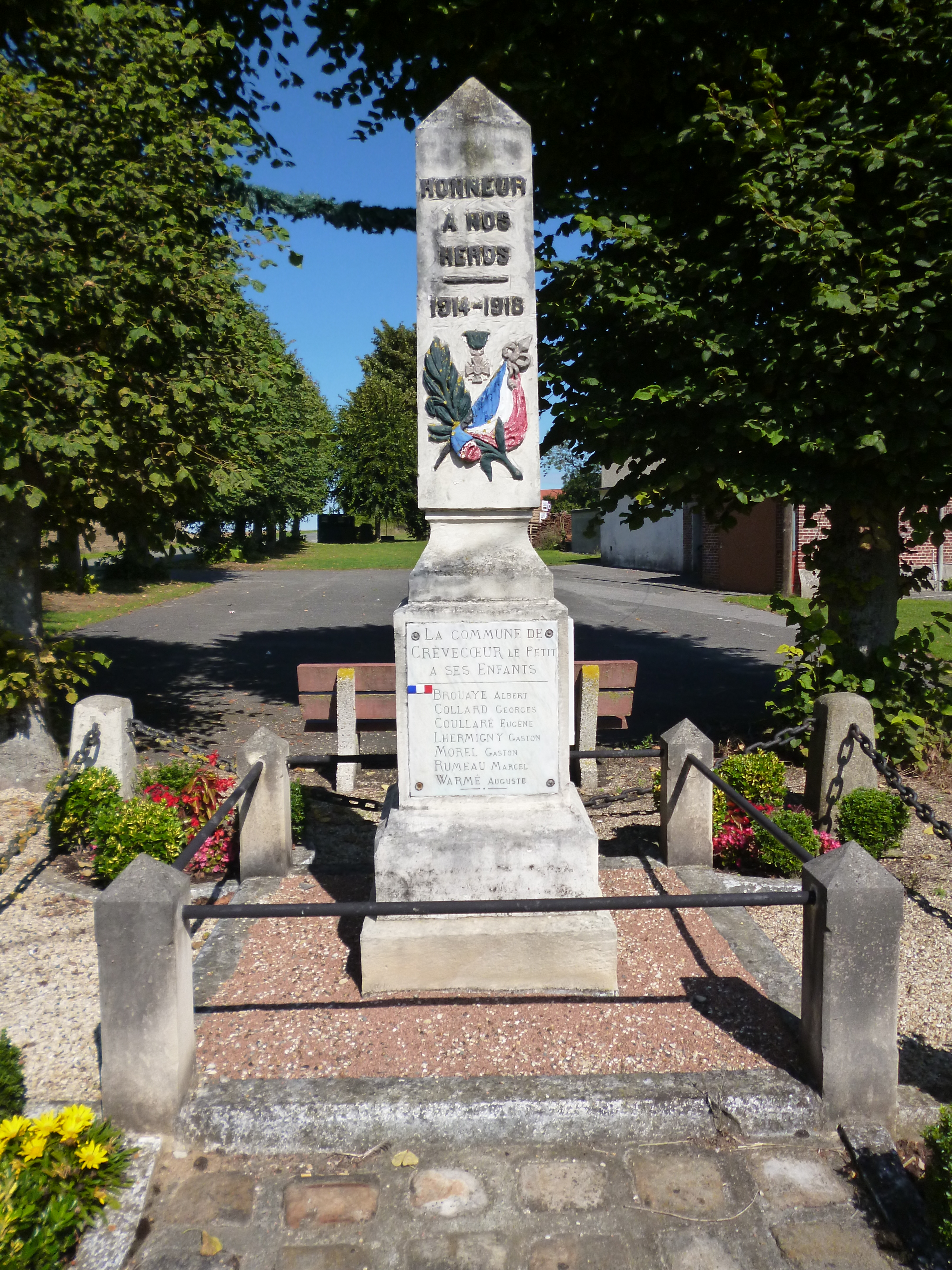
Monument aux morts.
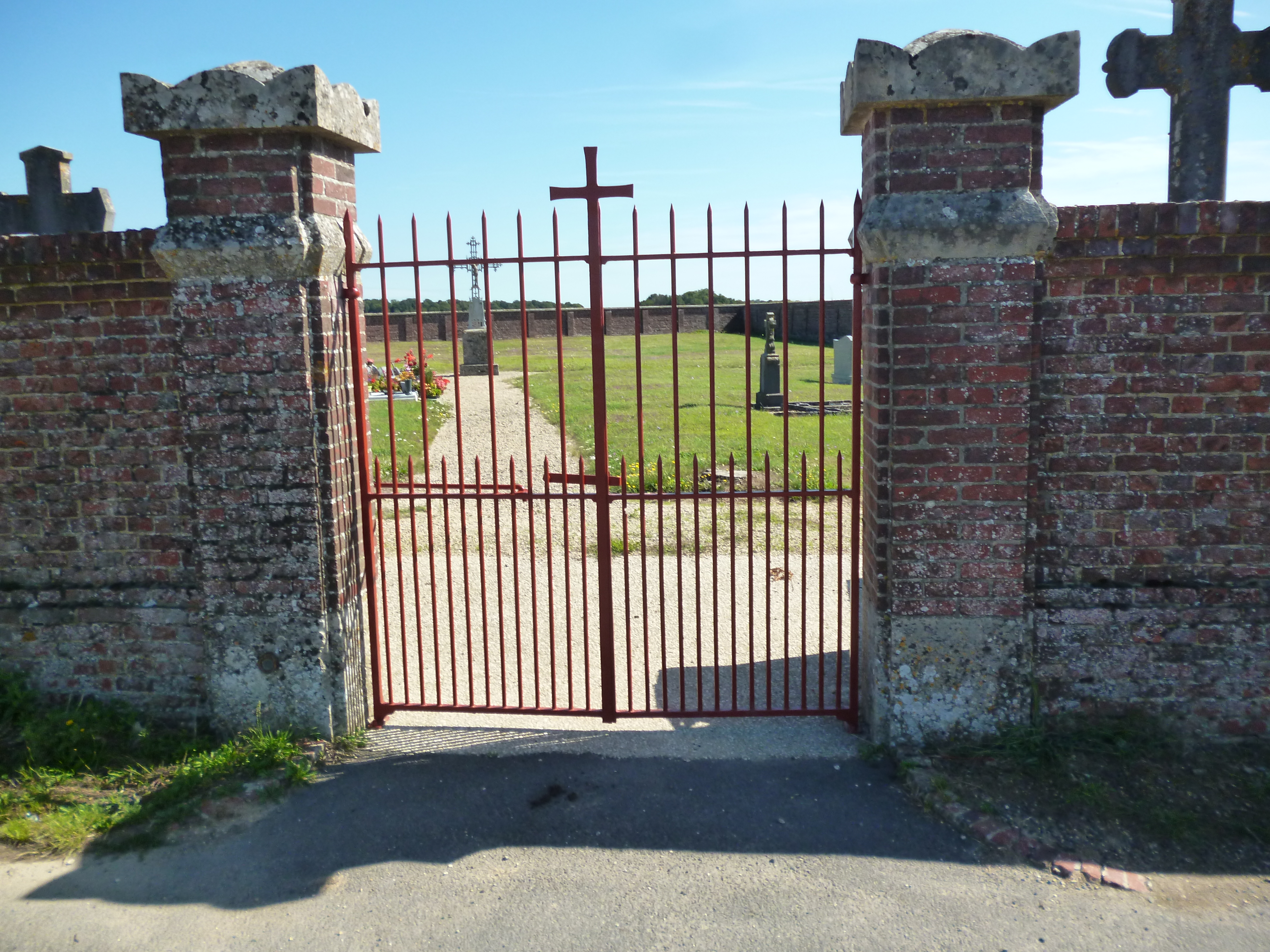
Entrée du cimetière.
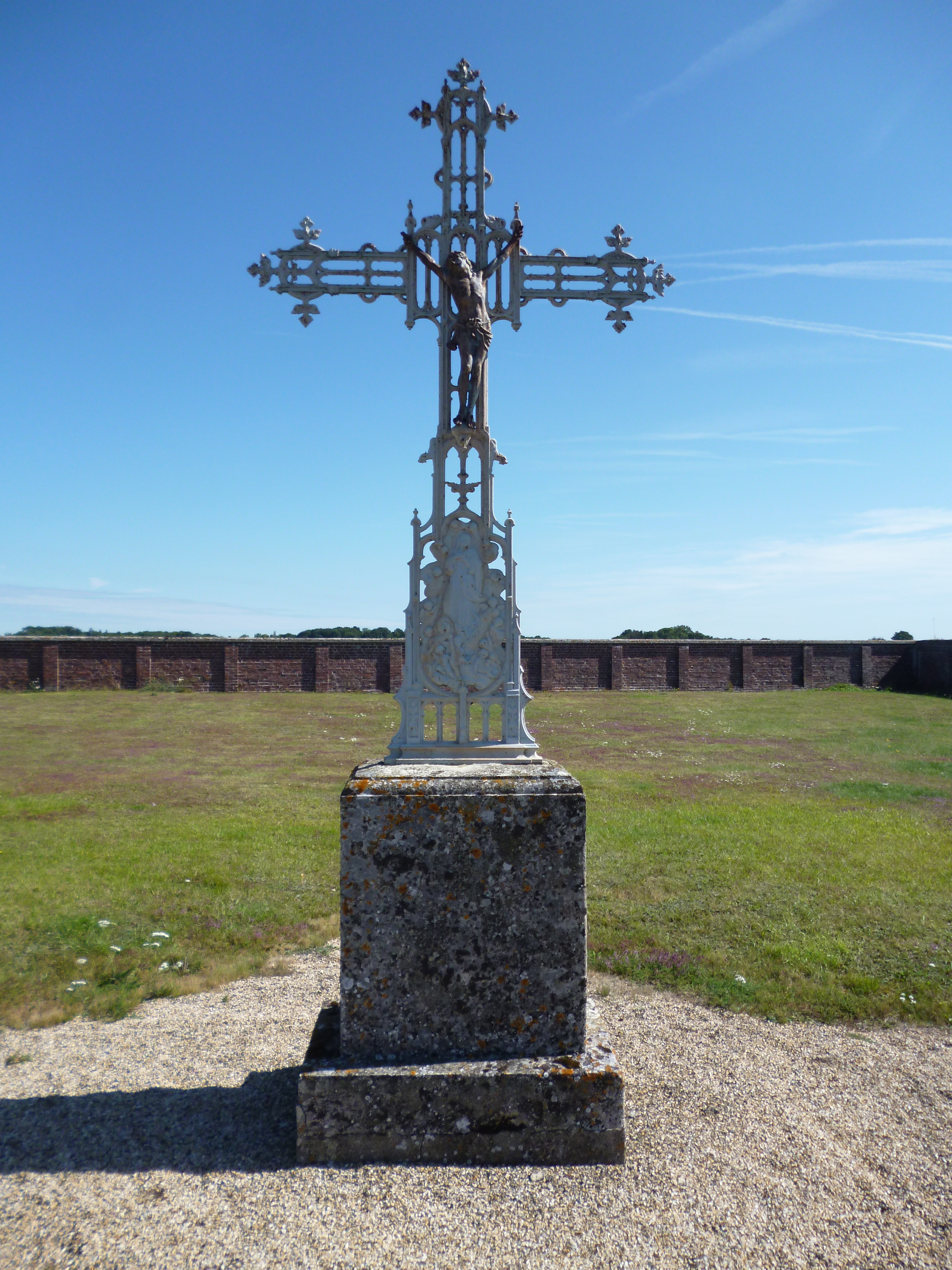
Calvaire situé dans le cimetière.
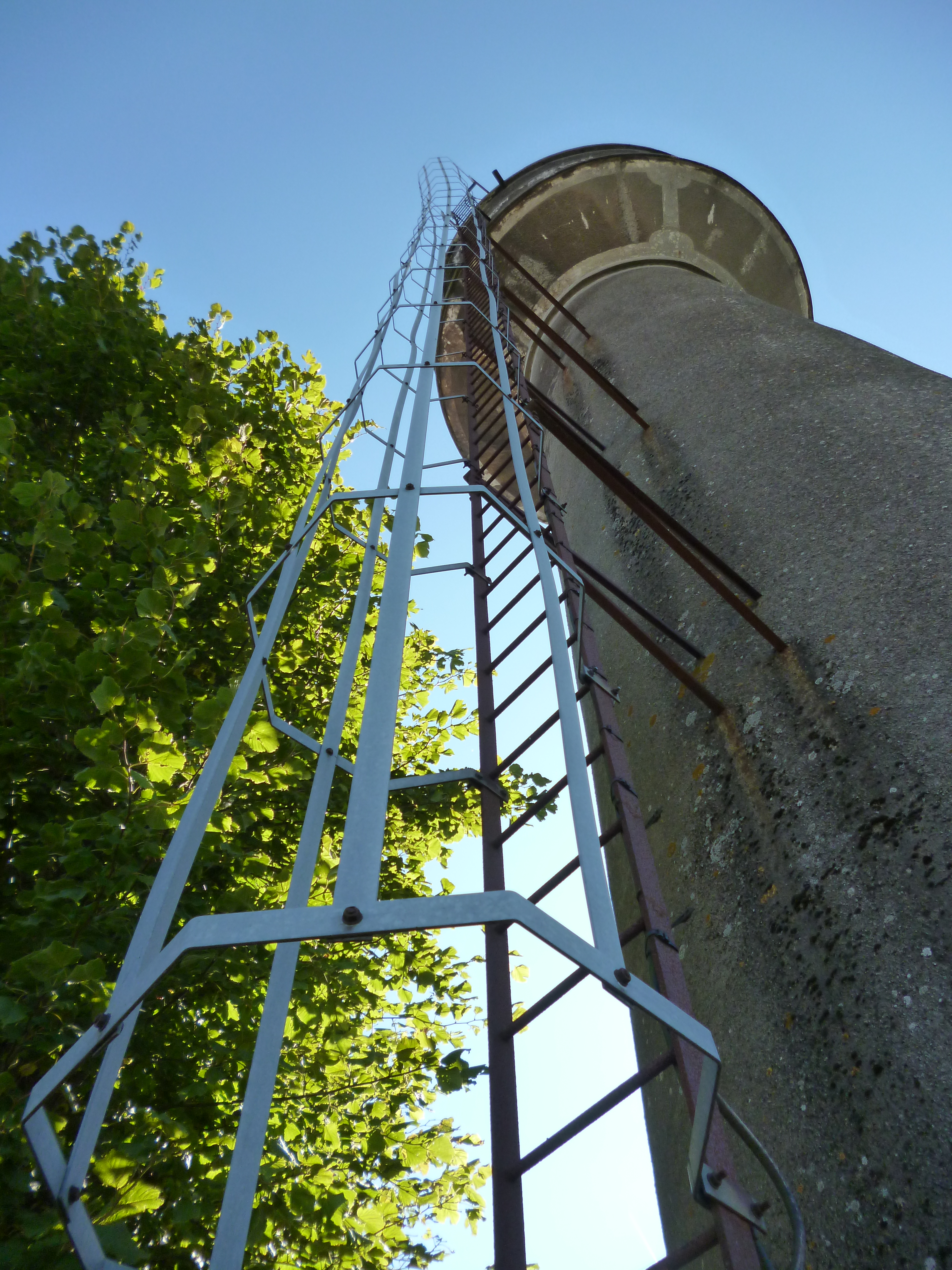
Château d'eau.
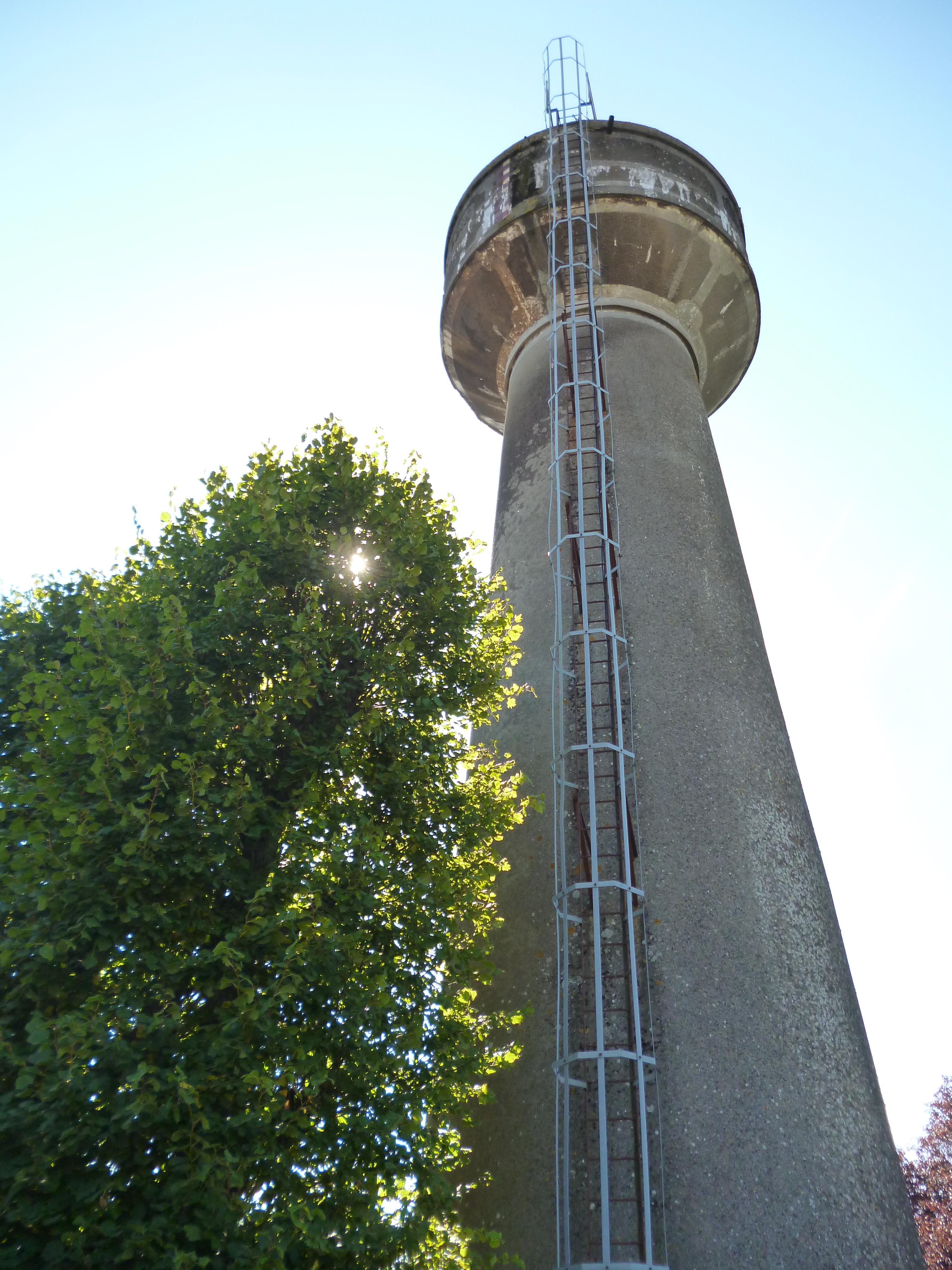
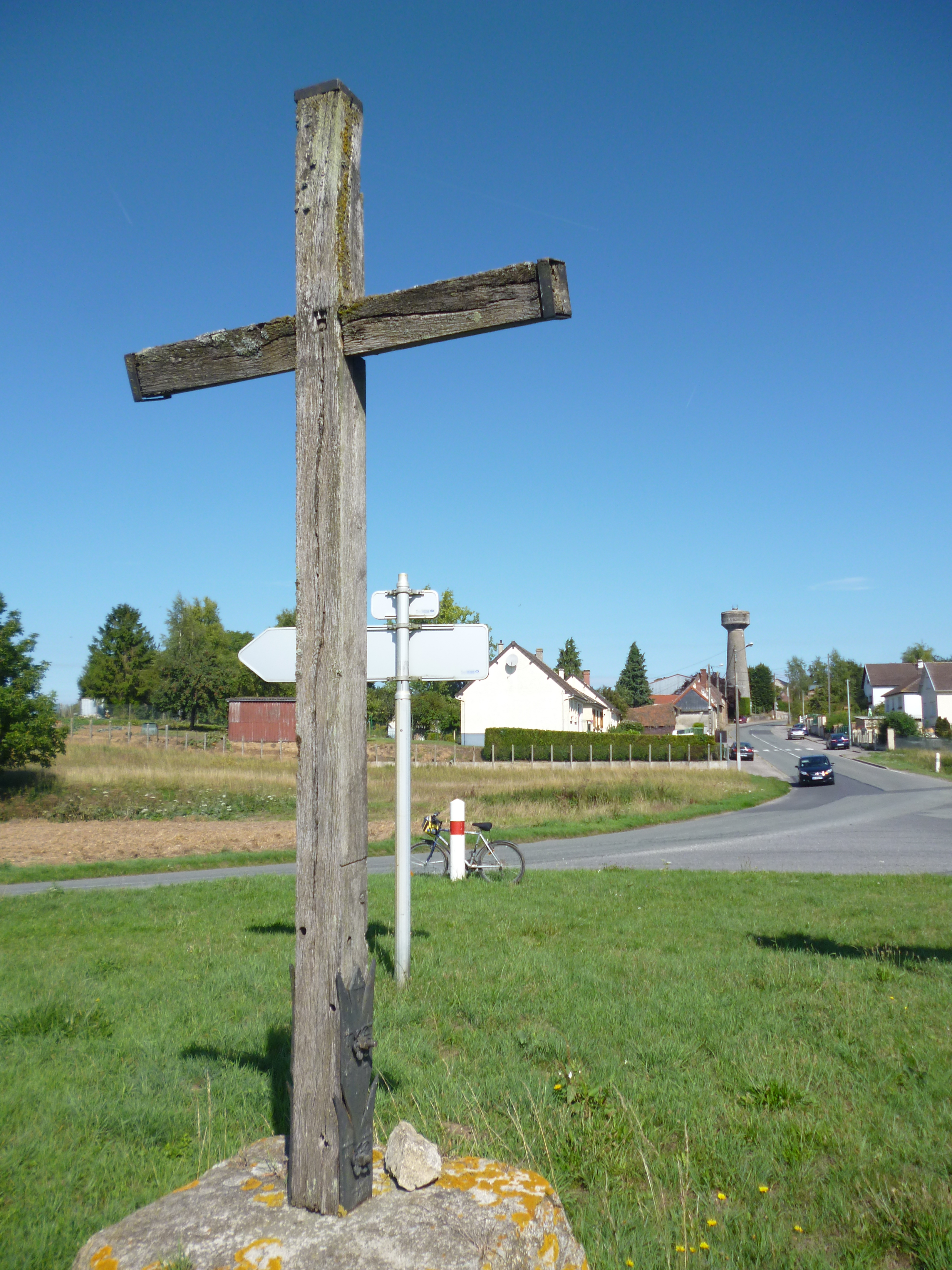
Croix de chemin à l'intersection des D 929 et D 47.